# 洋野有家インターチェンジ
洋野有家インターチェンジ（ひろのうげインターチェンジ）は、岩手県九戸郡洋野町にある三陸沿岸道路（洋野階上道路）のインターチェンジである。
久慈方面出入口のみのハーフインターチェンジ。

## 歴史
- 2020年（令和2年）10月27日 : IC名称が「洋野南IC（仮称）」から「洋野有家IC」に正式決定[1]。
- 2021年（令和3年）3月20日 : 洋野種市IC - 侍浜IC間開通に伴い供用開始[2]。

## 道路

### 本線
- E45 三陸沿岸道路（洋野階上道路、69番）

### 接続する道路
- 直接接続
  - 国道45号

## 隣
E45 三陸沿岸道路（洋野階上道路）
(68) 侍浜IC - (69) 洋野有家IC - (70) 洋野宿戸IC